# Comté d'Itawamba
Le comté d'Itawamba est situé dans l’État du Mississippi, aux États-Unis. Il comptait 22 770 habitants en 2000. Son siège est Fulton.

## Personnalités nées au comté d'Itawamba
- Brian Dozier, joueur américain de baseball
- John E. Rankin (en), personnalité politique
- Tammy Wynette, chanteuse américaine de musique country